# Tudulinna (Dorf)
Koordinaten: 59° 2′ N, 27° 5′ O

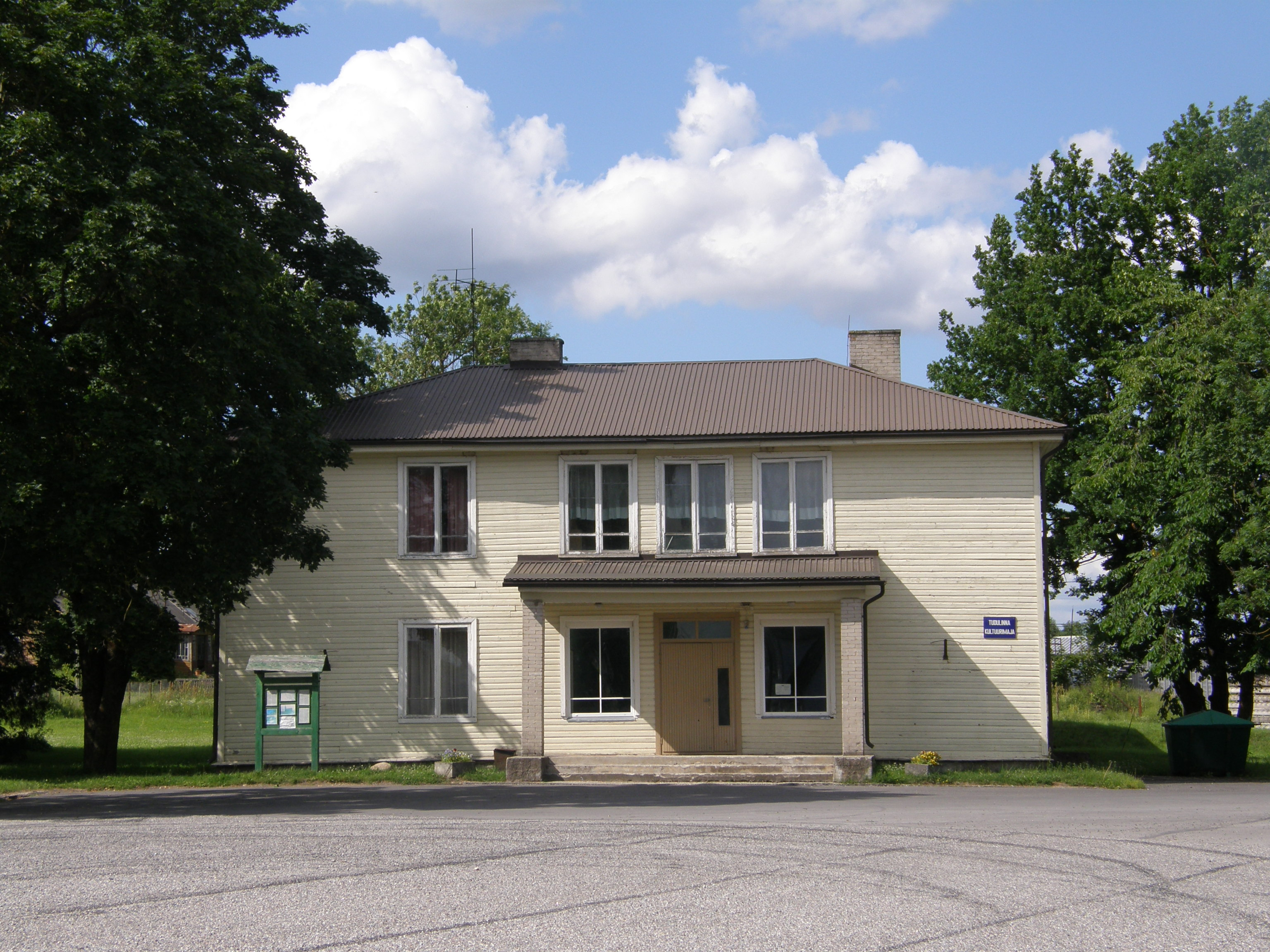
Kulturhaus von Tudulinna

Das Dorf Tudulinna (estnisch Tudulinna alevik) liegt im Kreis Ida-Viru (Ost-Wierland) im Nordosten Estlands. Es war 2017 der Hauptort der gleichnamigen Landgemeinde (Tudulinna vald). Seither liegt Tudulinna in der neugebildeten Landgemeinde Alutaguse.

## Beschreibung und Geschichte
Tudulinna (deutsch Tuddolin) hat 232 Einwohner (Stand 1. Januar 2011). Der Ort wurde erstmals 1583 als Tutinlinna urkundlich erwähnt. Die Felder des Ortes sind wenig fruchtbar, so dass sich die früheren Bewohner eher auf das Handwerk als auf die Landwirtschaft verstiegen.
Auf den Karten des deutschbaltischen Geographen Ludwig August Graf Mellin (1754–1835) ist 1810 bei Tudulinna ein „erloschener Vulkan“ eingetragen. Der kuriose Fehler wurden in späteren Auflagen Mellins korrigiert.
1947 entstand das Wasserkraftwerk am Rannapungerja-Fluss (Rannapungerja jõgi), an dem Tudulinna liegt. Es wurde 1959 abgeschaltet. 1999 wurde der Betrieb zur Stromerzeugung erneut aufgenommen.
Der Ort hatte zwischen 1970 und 2019 den Status eines Großdorfes, aber 2019 beschloss die Gemeinde Alutaguse, den Ort zu einem Dorf zu degradieren.

## Kirchenstreit von Tudulinna
Eine Besonderheit Tudulinnas stellen die zwei evangelisch-lutherischen Kirchen im Ort dar. 1923 tobte ein erbitterter Kirchenstreit in Tudulinna. Er wurde von dem wortgewaltigen Pastor Voldemar Kuljus vom Zaun gebrochen, dessen moderne Predigten über viele Bereiche des Lebens sich nicht unbedingt an die Heilige Schrift hielten.
1929 spaltete sich die Kirchengemeinde in einen konservativen Zweig und in die Anhänger von Pastor Kuljus. Streit entstand um die Nutzung der Kirche, der bis vor den estnischen Staatsgerichtshof getragen wurde. Schließlich bekam der Ort zwei evangelisch-lutherische Kirchen.
Das ältere Gotteshaus aus dem 18. Jahrhundert steht heute nur noch als Ruine. Es wurde 1766 erbaut und 1863 erweitert.
Die neue Kirche der Friedensgemeinde von Tudulinna entstand in den Jahren 1938/39 nach Plänen des deutsch-estnischen Architekten Eugen Sacharias (1906–2002). Der Turm steht – eine Besonderheit in Estland – an der Ostfassade des Gotteshauses. Sehenswert sind die Keramikkacheln aus dem 18. Jahrhundert. Sie stammen aus Holland. Die Orgel wurde 1912 in Tartu gebaut.